# Freisinger Motorsport
Freisinger Motorsport – niemieckie przedsiębiorstwo tuningu samochodów wyścigowych oraz zespół wyścigowy, założone w 1967 roku przez Manfreda Freisingera z bazą w Karlsruhe. Firma przebudowuje głównie samochody Porsche.
W historii startów zespołu wyścigowego ekipa pojawiała się w stawce Porsche Supercup, BPR Global GT Series, Petit Le Mans, FIA GT Championship, Spa 24 Hours, Le Mans Series, 24-godzinnego wyścigu Le Mans, American Le Mans Series oraz Le Mans Endurance Series.

## Sukcesy zespołu
- FIA GT Championship

2002 (N-GT) - Porsche 911 GT3-RS (Stéphane Ortelli)
2003 (N-GT) - Porsche 911 GT3-RS (Stéphane Ortelli, Marc Lieb)
2004 (NGT) - Porsche 911 GT3-RSR (Lucas Luhr, Sascha Maassen)